# Wereldkampioenschap voetbal 2022 (halve finale) Frankrijk - Marokko
De wedstrijd tussen Frankrijk en Marokko in de halve finales van het wereldkampioenschap voetbal 2022 werd op 14 december 2022 gespeeld in het Al Baytstadion te Al Khawr. Het duel was de tweede wedstrijd van de halve finales van het toernooi. Een dag eerder stond Argentinië-Kroatië op het programma.
Frankrijk won de wedstrijd met 2–0 en plaatste zich voor haar tweede keer op rij voor de WK-finale. Marokko zal een dag voor de finale tegen Kroatië spelen voor de derde plaats.

## Voorafgaand aan de wedstrijd
- Frankrijk is de nummer 4 van de wereld, Marokko de nummer 22.
- Frankrijk staat voor de zevende keer in de halve finales, Marokko voor de eerste keer.
- Marokko is het eerste Afrikaanse land dat zich voor de laatste vier plaatste.
- Frankrijk is de eerste titelverdediger in de halve finales sinds Brazilie in 1998.

## Wedstrijddetails
| Datum                | 14 december 2022         | 14 december 2022         |
| Wedstrijdnummer      | 62                       | 62                       |
| Stadion              | Al Baytstadion, Al Khawr | Al Baytstadion, Al Khawr |
| Toeschouwers         | 68.294                   | 68.294                   |
| Scheidsrechter       | César Arturo Ramos       | César Arturo Ramos       |
| Man van de wedstrijd | Antoine Griezmann        | Antoine Griezmann        |

| Frankrijk | 2 – 0        | Marokko |
| Theo Hernández 5' Randal Kolo Muani 79' (Kylian Mbappé ) | goals        | |
| Didier Deschamps | bondscoach   | Walid Regragui |
| Hugo Lloris Jules Koundé Raphaël Varane Ibrahima Konaté Theo Hernández Aurélien Tchouaméni Youssouf Fofana Ousmane Dembélé 79' Antoine Griezmann Kylian Mbappé Olivier Giroud 65'                   | opstellingen | Yassine Bounou Achraf Hakimi Jawad El Yamiq Nayef Aguerd 21' Romain Saïss 46' Noussair Mazraoui Hakim Ziyech Azzedine Ounahi Sofyan Amrabat 67' Sofiane Boufal 66' Youssef En-Nesyri                                                                            |
| Marcus Thuram 65' Randal Kolo Muani 79' Steve Mandanda Alphonse Areola Benjamin Pavard Axel Disasi Mattéo Guendouzi Jordan Veretout William Saliba Dayot Upamecano Kingsley Coman Eduardo Camavinga | wissels      | 21' 78' Selim Amallah 46' Yahia Attiyat allah 66' Abderrazak Hamdallah 67' Zakaria Aboukhlal 78' Abde Ezzalzouli Munir Mohand Mohamedi Ahmed Reda Tagnaouti Anass Zaroury Abdelhamid Sabiri Ilias Chair Achraf Dari Bilal El Khannous Badr Benoun Yahya Jabrane |
| | gele kaarten | 27' Sofiane Boufal |
| |              | |